# Personal Jesus (Marilyn Manson)
Personal Jesus è un singolo del gruppo musicale statunitense Marilyn Manson, pubblicato il 20 settembre 2004 come unico estratto dalla prima raccolta Lest We Forget.

## Descrizione
Si tratta di una reinterpretazione dell'omonimo singolo inciso dai Depeche Mode nel 1989 per il loro album Violator.

## Video musicale
Nel video la band suona in diverse locazioni: vicino ad un patibolo in un deserto, in un club ed in una chiesa.

## Tracce
1. Personal Jesus (LP Version) – 4:06
2. mOBSCENE Replet (Mea Culpa Remix by Bitteren Ende) – 4:35
3. Personal Jesus (Rude Photo Motor Remix) – 5:50
4. Personal Jesus (Video)

## Classifiche
| Classifica (2004)             | Posizione massima |
| ----------------------------- | ----------------- |
| Australia                     | 30                |
| Austria                       | 10                |
| Belgio (Fiandre)              | 60                |
| Belgio (Vallonia)             | 38                |
| Danimarca                     | 8                 |
| Finlandia                     | 20                |
| Francia                       | 62                |
| Germania                      | 11                |
| Italia                        | 10                |
| Norvegia                      | 15                |
| Paesi Bassi                   | 89                |
| Regno Unito                   | 13                |
| Stati Uniti (alternative)     | 12                |
| Stati Uniti (dance club)      | 35                |
| Stati Uniti (mainstream rock) | 20                |
| Svezia                        | 39                |
| Svizzera                      | 13                |